# Sumporne toplice u Splitu

## Povijest
Zgrada Sumpornog kupališta, otvorena u travnju 1903.g., prva je zgrada izgrađena u stilu bečke secesije u Splitu, a projektirao ju je arhitekt Kamilo Tončić pl. Sorinj (1878. – 1961.g. ).
Zgrada duga 20, a široka 13 m građena je od bračkog kamena u prizemlju, a ostali katovi su od opeke. Ukrašena je figurama koje simboliziraju bolesnike, a na krovu zgrade se nalazio orao koji je simbolizirao uzlet koji će pacijenti doživjeti kad ozdrave. 
Smještena je iznad ljekovitih sumpornih vrela u Marmontovoj ulici za koje se vjeruje da ih je koristio i sam car Dioklecijan (za kojeg se vjeruje da je bolovao od gihta).
Komercijalno korištenje Sumpornog kupališta započelo je 1821.g. (nakon što je temeljem dobivene koncesije tadašnji općinski vjećnik N. Selebam (Schellebam) je 1817.g. počeo s korištenjem vrela u svrhu liječenja). Kupališna sezona je trajala od 1.svibnja do jeseni, u kupači bi sjedili ili ležali u kamenicama i u svakoj od njih koristili vodu iz dvije cijevi (hladnu i toplu) te ih miješali po svom nahođenju.
Nakon Selebamove smrti, vlasnikom Sumpornog kupališta 1831.g. je postala njegova kći Marija, koja se u Italiji udala za D. Cattanija. Njihov sin dr. Nikola Cattani (1812. – 1892.g.) se posvetio upravi Sumpornog kupališta i liječenju bolesnika, dok se Marija Cattani posvetila znanstvenom radu. 
Nakon smrti dr. Nikole Cattania Kupalište su nasljedile dvije od njegovih 7 kćeri, Ida i Guelmina. 
Ida se udala za Lj. Dobrotu, a Guelmina za umirovljenog majora S. Nagya, koji je upravljao 
Kupalilištem do svoje smrti 1920.g.
U razdoblju nakon Nagyeve smrti, od 1920.g. do 1945.g. Kupalištem je upravljao KamiloTončić pl. Sorinj (1878.g.-1961.g.), oženjen nećakinjom nekadašnjih vlasnica Ide i Guelmine Cattani, koje su Kupalište 1929.g. darovale svojim nećakinjama Gemi Krpan i Piji Tončić.
U poratnom razdoblju “Sumporno kupalište” i njihovi vlasnici doživljavaju dramu sličnu onima 
koju su doživjele mnoge obitelji sličnog materijalnog i društvenog statusa, ishitreno proglašenima neprijateljima naroda, pa Kupalište na temelju rješenja od 12. ožujka 1948.g. postaje opća narodna imovina pod upravom Ministarstva narodnog zdravlja NR Hrvatske, Uprave kupališta u Zagrebu.
Liječnik i ravnatelj “Splitskih toplica” od 1947.g. do 1965.g. bio je dr. D. Mirošević (1889.g.-1986. g.), a za njegova mandata „Splitske toplice“, tadašnje kupališno lječilište pri Domu narodnog zdravlja u Splitu, postaju samostalna ustanova, koja razvija i ostale oblike fizikalne medicine, iako prirodni faktor liječenja ostaje i nadalje zaštitni znak ustanove.
Zbog svoje kulturne i povijesne znamenitosti, na temelju rješenja Zavoda za zaštitu spomenika 
kulture u Splitu br. 148/20-64 i rješenja Savjeta za kulturu SR Hrvatske 1962.g. "Splitske toplice" postaju zaštićeni spomenik kulture.
Zgrade koje čine kompleks “Splitskih toplica” renovirane su u priodu od 1986.g. do 
1990.g. kada je povećana njihova funkcionalnost, ali se u tom periodu, zbog nedostatka financijskih sredstava za uređenje prizemnog dijela u kojem su trebale biti korištene sumporne vode, prestalo s korištenjem ljekovitih voda.
Krajem 2002.g. Ministarstvo kulture RH Hrvatske, donosi rješenje kojim se u zgradi 
nekadašnjih "Splitskih toplica", pod zaštitom države, zaštićuje i djelatnost, koja se u njoj desetljećima provodila, tako da to i nadalje ostaje stožerni dio Odjela za fizikalnu medicinu, rehabilitaciju i reumatologiju KB Split.